# 月刊パチマガスロマガ
月刊パチマガスロマガは、2020年4月20日に創刊されたパチンコ・パチスロ情報誌。
発行元・株式会社プラントピア、販売元・双葉社。毎月21日発売。
パチンコ・パチスロ雑誌の草分け的存在であった『パチンコ攻略マガジン』と『パチスロ攻略マガジン』が2020年4月に合併して誕生したパチンコ・パチスロ攻略情報誌。パチンコとパチンコの機種情報を中心に、ライターや業界人のコラムなどを掲載。
2021年1月21日発売の2021年3月号をもって休刊。1987年11月にパチンコ攻略マガジンが創刊してから34年の雑誌としての歴史に終止符を打ち、新設したウェブマガジン・パチマガスロマガFREEに移行した。

## 主な連載
1995年に『パチスロ攻略マガジン』で始まったカリスマライター・しのけんの連載「喰うならやらねば」は『月刊パチマガスロマガ』に引き継がれている。また、パチスロ実戦動画で人気の松本バッチや「釘王」の異名を持つパチプロ・和泉純の連載ページも掲載。人気女性ライター・フェアリンをモチーフとした藤波俊彦の漫画『フェアリンにおまかせ！』も連載中。

## 所属ライター
- しのけん
- 松本バッチ
- レビン（攻略軍団長）
- フェアリン
- ドテチン
- シルヴィー
- 助六
- 和泉純
- トニー
- ドラ美
- 銀太郎
- ヘミニク
- ボンバー竜太
- わるぺこ
- ガンちゃん
- くまちゃむ
- 菊丸
- タイラ
- 角屋角成
- jin
- 千奈里
- ウド茂作
- アップル藤子
- 真田シュン
- 日向七翔
- 天香膳一
- 綺☆羅
- ぼんてん
- キリン王子
- おもちくん
- りんか隊長
- 優希
- 柳まお
- 山ちゃんボンバー
- 亜城木仁
- 七之助
- 遊喜
- きなこ
- パンダ
- 袴一平
- 緑山淳
- はじめ
- 虚心坦懐
- 奏弥
- おっとこまえ西

## 関連媒体
- パチマガスロマガモバイル - パチンコパチスロ攻略情報サイト
- パチンコ攻略マガジン - パチンコ情報誌（2020年3月休刊）
- パチスロ攻略マガジン - パチスロ情報誌（2020年3月休刊）